# Нумминен, Теппо
Те́ппо Ка́леви Ну́мминен (фин. Teppo Kalevi Numminen; род. 3 июля 1968 года, Тампере, Финляндия) — финский хоккеист, защитник. Прозвище — «Супер-Теппо» (англ. Super Teppo).
На драфте НХЛ 1986 года был выбран во втором раунде под общим 29-м номером командой «Виннипег Джетс». В 2001—2003 годах был капитаном команды (когда она уже переехала в Финикс). 22 июля 2003 года обменян в «Даллас Старз». 4 августа 2005 года как неограниченно свободный агент подписал контракт с «Баффало Сейбрз».
30 января 2010 года «Финикс Койотис» включили 27-й номер, под которым играл Нумминен, в почётный список. Финн провёл за франшизу (включая игры за «Виннипег Джетс») рекордные 1098 матчей и набрал 534 очка (рекорд для защитников).
Всего провёл в НХЛ 1372 матча в регулярных сезонах, занимает по этому показателю второе место среди финских хоккеистов после Теему Селянне (1451) и шестое место среди всех европейцев. Примечательно, что Нумминен и Селянне родились в один день, 3 июля, Селянне на два года моложе. По набранным очкам Нумминен занимает первое место среди всех финских защитников (шестое место среди всех финнов).

## Награды
- Победитель СМ-Лиги — 1986, 1987, 1988
- Серебряный призёр Олимпиады — 1988, 2006 (сборная Финляндии)
- Бронзовый призёр Олимпиады — 1998 (сборная Финляндии)
- Серебряный призёр Кубка мира — 2004 (сборная Финляндии)
- Участник матча всех звёзд НХЛ — 1999, 2000, 2001

## Статистика
```
                                            
                                            --- Regular Season ---  ---- Playoffs ----
Season   Team                        Lge    GP    G    A  Pts  PIM  GP   G   A Pts PIM
--------------------------------------------------------------------------------------
1985-86  Tappara Tampere             FNL    31    2    4    6    6   8   0   0   0   0
1986-87  Tappara Tampere             FNL    44    9    9   18   16   9   4   1   5   4
1987-88  Tappara Tampere             FNL    44   10   10   20   29
1988-89  Winnipeg Jets               NHL    69    1   14   15   36  --  --  --  --  --
1989-90  Winnipeg Jets               NHL    79   11   32   43   20   7   1   2   3  10
1990-91  Winnipeg Jets               NHL    80    8   25   33   28  --  --  --  --  --
1991-92  Winnipeg Jets               NHL    80    5   34   39   32   7   0   0   0   0
1992-93  Winnipeg Jets               NHL    66    7   30   37   33   6   1   1   2   2
1993-94  Winnipeg Jets               NHL    57    5   18   23   28  --  --  --  --  --
1994-95  Winnipeg Jets               NHL    42    5   16   21   16  --  --  --  --  --
1994-95  TuTo Turku                  FNL    12    3    8   11    4  --  --  --  --  --
1995-96  Winnipeg Jets               NHL    74   11   43   54   22   6   0   0   0   2
1996-97  Phoenix Coyotes             NHL    82    2   25   27   28   7   3   3   6   0
1997-98  Phoenix Coyotes             NHL    82   11   40   51   30   1   0   0   0   0
1998-99  Phoenix Coyotes             NHL    82   10   30   40   30   7   2   1   3   4
1999-00  Phoenix Coyotes             NHL    79    8   34   42   16   5   1   1   2   0
2000-01  Phoenix Coyotes             NHL    72    5   26   31   36  --  --  --  --  --
2001-02  Phoenix Coyotes             NHL    76   13   35   48   20   4   0   0   0   2
2002-03  Phoenix Coyotes             NHL    78    6   24   30   30  --  --  --  --  --
2003-04  Dallas Stars                NHL    62    3   14   17   18   4   0   1   1   0
2005-06  Buffalo Sabres              NHL    75    2   38   40   36  12   1   1   2   4
2006-07  Buffalo Sabres              NHL    79    2   27   29   32  16   0   4   4   4
2007-08  Buffalo Sabres              NHL     1    0    0   0     0  --  --  --  --  --
2008-09  Buffalo Sabres              NHL    57    2   15   17   22  --  --  --  --  --
--------------------------------------------------------------------------------------
         NHL Totals                       1372  117  520  607  637  82   9  14  23  28

```